# Hanoverani
Hanoverani (nemško Haus Hannover), katere člani so znani kot Hanoverani, je evropska kraljeva rodbina nemškega izvora, ki je vladala Hanovru, Veliki Britaniji, Irski in Britanskemu imperiju v različnih obdobjih med 17. in 20. stoletjem. Rodbina je nastala leta 1635 kot kadetska veja rodbine Welf, ki se je takrat imenovala tudi rodbina Braunschweig-Lüneburg, prestiž pa je rasel, ko je Hanover leta 1692 postal volilna kneževina. Pravnuk kralja Jakoba VI. in I., Jurij I., ki je bil princ-elektor Hanovra, je leta 1714 postal prvi hanovrski monarh Velike Britanije in Irske. Ob koncu njegove rodbine, smrti kraljice Viktorije leta 1901, je prestol Združenega kraljestva prešel na njenega najstarejšega sina Edvarda VII. člana rodbine Saško-Coburški-Gotha prek njegovega očeta Alberta, princa soproga. Zadnji vladajoči člani rodbine Hanover so izgubili vojvodino Braunschweig leta 1918, ko je Nemčija postala republika.
Uradno ime rodbine je bilo Rodbina Braunschweig-Lüneburg, linija Hanover. Višja linija Braunschweig-Lüneburg, ki je vladala Braunschweig-Wolfenbüttelu, je izumrla leta 1884. Rodbina Hanover je zdaj edina preživela veja rodbine Welf, ki je višja veja rodbine Este. Trenutni vodja rodbine Hanover je Ernst August, princ Hanovra.

## Zgodovina

### Vojvode in volilni knezi Braunschweig-Lüneburg
Jurij, vojvoda Braunschweig-Lüneburg, je bil prvi član hiše Hanover. Ko je bila vojvodina Braunschweig-Lüneburg leta 1635 razdeljena, je Jurij podedoval kneževino Calenberg in svojo rezidenco preselil v Hanover. Njegov sin Kristijan Ludvik je podedoval kneževino Lüneburg po Jurijevem bratu. Calenberg in Lüneburg sta si nato delila Jurjeva sinova, dokler nista leta 1705 združena pod njegovim vnukom, prav tako imenovanim Jurij, ki je pozneje postal Jurij I. Britanski. Vsi so imeli naziv vojvoda Braunschweig-Lüneburg. Jurij je umrl leta 1641 in nasledil ga je:
- Kristijan Ludvik, 1. sin vojvode Jurija, princ Calenberga (1641–1648) in kneza Lüneburga (1648–1665). Odpovedal se je Calenburgu, ko je postal knez Lüneburški
- Jurij Viljem, 2. sin vojvode Jurija, princ Calenberga (1648–1665) in kneza Lüneburga (1665–1705). Odpovedal se je Calenburgu, ko je po smrti svojega brata Kristijana Ludvika postal knez Lüneburški
- Janez Friderik, 3. sin vojvode Jurija, princ Calenberga (1665–1679)
- Ernest Avgust, 4. sin vojvode Jurija, princ Calenberga (1679–1698). Po smrti brata Ivana Friderika je postal princ Calenberga. Leta 1692 je bil povzdignjen v princa-elektorja Svetega rimskega cesarstva. Žena Ernesta Avgusta, Sofija Pfalška, je bila razglašena za naslednico angleškega prestola z Act of Settlement of 1701, ki je odredil, da katoličani ne morejo stopiti na prestol. Sofija je bila takrat najvišja primerna protestantska potomka Jakoba I. Angleškega.
- Jurij Ludvik, sin vojvode Ernesta Augusta in Sofije, je postal volilni knez in princ Calenberga leta 1698 in princ Lüneburga, ko je leta 1705 umrl njegov stric Jurij Viljem. Po njegovi smrti leta 1714 je podedoval mamino pravico do prestola Velike Britanije.

### Monarhi Velike Britanije, Irske in Hanovra
Jurij Ludvik je leta 1714 postal prvi britanski monarh iz družine Hanover kot Jurij I.:13 Rodbina je dala šest britanskih monarhov:
Kraljevini Velike Britanije in Irske (leta 1801 spremenjeni v Združeno kraljestvo Velike Britanije in Irske):
- Jurij I. (vladal 1714–1727) (Jurij Ludvik)
- Jurij II (vladal 1727–1760) (Jurij Avgust)
- Jurij III. (vladal 1760–1820)
- Jurij IV. (vladal 1820–1830)
- Viljem IV. (vladal 1830–1837)
- Viktorija (vladala 1837–1901).

Jurij I., Jurij II. in Jurij III. so bili tudi volilni knezi in vojvode Braunschweig-Lüneburga, neformalno volilni knezi Hanovra (prim. personalna unija). Služili so kot dvojni monarhi Britanije in Hanovra ter ohranjali nadzor nad hanovrsko vojsko in zunanjo politiko. Od leta 1814, ko je Hanover po napoleonskih vojnah postal kraljevina, je bil britanski monarh tudi kralj Hanovra.
Po smrti Viljema IV. leta 1837 se je personalna unija prestolov Združenega kraljestva in Hanovra končala. Nasledstvo na hanovrskem prestolu je urejalo polsalično pravo (agnatsko-kognatično), ki je dajalo prednost vsem moškim linijam pred ženskimi linijami in tako ni prešlo na kraljico Viktorijo, temveč na njenega strica, vojvodo Cumberlandskega. Leta 1901, ko je umrla kraljica Viktorija, zadnji britanski monarh iz hiše Hanover, je njen sin in dedič Edvard VII. postal prvi britanski monarh iz rodbine Saško-Coburški-Gotha. Edvard je svoj priimek prevzel po imenu svojega očeta, princa Alberta Saško-Coburški-Gotha.

### Po prenehanju personalne unije
Po smrti Viljema IV. leta 1837 so naslednji kralji Hanovra nadaljevali dinastijo:
- Ernest Augustus, Hanovrski (vladal 1837–1851)
- Jurij V. Hanovrski (vladal 1851–1866, odstavljen)

Kraljevina Hanover se je končala leta 1866, ko jo je priključila Kraljevina Prusija, kralj Hanovra (in vojvoda Cumberlandski) pa je bil prisiljen oditi v izgnanstvo v Avstrijo. Razkol iz leta 1866 med rodbinama Hanover in Hohenzollern je bil odpravljen s poroko pruske princese Viktorije Luise iz leta 1913 z Ernestom Augustom, vojvodo Braunschweiškim, zadnjim kraljevim vnukom.

### Knezoškofje v Osnabrücku
Ob koncu tridesetletne vojne je vestfalski mir (1648) podelil knežoškofijo Osnabrück izmenično katoliškemu škofu in kadetski veji Braunschweig-Lüneburga. Ker je pogodba dajala kadetom prednost pred dediči in vladajočimi knezi, je Osnabrück postal oblika apanaže (izmenično) hiše Hanover.
- Ernest Augustus, volilni knez Braunschweig-Lüneburga (vladal 1662–1698), četrti sin Jurija, vojvode Braunschweig-Lüneburga
- Ernest Augustus, vojvoda Yorka in Albanyja (vladal 1715–1728), šesti sin Ernesta Augustusa, volilnega kneza Braunschweig-Lüneburga
- Princ Frederick, vojvoda Yorka in Albanyja (vladal 1764–1802), drugi sin Jurija III.

Osnabrück je bil leta 1803 posredovan v Hanover.

### Vojvode Braunschweiga
Leta 1884 je starejša veja rodbine Welf izumrla. Po polsaličnem zakonu bi rodbina Hanover pristopila k vojvodini Braunschweig, vendar je prišlo do močnega pritiska Prusije proti temu, da Jurij V. Hannverskemu ali njegovemu sinu, vojvodi Cumberlandskemu, da nasledita državo članico Nemškega cesarstva, vsaj brez strogih pogojev, vključno s prisego na nemško ustavo. Z zakonom iz leta 1879 je vojvodstvo Braunschweig ustanovilo začasni regentski svet, ki je prevzel vodenje ob vojvodovi smrti in po potrebi imenoval regenta.
Vojvoda Cumberlandski se je ob vojvodovi smrti razglasil za vojvodo Braunschweiga in sledila so dolgotrajna pogajanja, ki pa niso bila nikoli zaključena. Pruski princ Albert je bil imenovan za regenta. Po njegovi smrti leta 1906 ga je nasledil vojvoda Ivan Albert Mecklenburški. Najstarejši sin vojvode Cumberlandskega je leta 1912 umrl v prometni nesreči; oče se je odpovedal Braunschweigu v korist svojega mlajšega sina Ernesta Avgusta, ki se je istega leta poročil s cesarjevo hčerko Viktorijo Luizo, prisegel zvestobo Nemškemu cesarstvu in se novembra 1913 smel povzpeti na prestol vojvodine. Bil je generalmajor med prvo svetovno vojno, vendar je bil leta 1918 strmoglavljen kot vojvoda Braunschweiga. Tudi njegovemu očetu so leta 1919 odvzeli britanske naslove zaradi »orožja proti Veliki Britaniji«.
Potem ko je zapustil palačo Braunschweig, se je vojvoda z družino preselil nazaj na svoj sedež v izgnanstvu, na grad Cumberland v Gmunden v Avstriji, vendar je leta 1924 prejel grad Blankenburg in nekatera druga posestva v poravnavi s Svobodno državo Braunschweig in se tja preselil leta 1930. Nekaj dni preden so britanske in ameriške sile konec leta 1945 Blankenburg predale Rdeči armadi, da bi postal del Vzhodne Nemčije, se je družina hitro preselila na grad Marienburg (Hanover) z vsem pohištvom, ki so ga britanski vojaški tovornjaki prepeljali na ukaz kralja Jurija VI. Vojvoda Ernest Augustus je umrl na gradu Marienburg leta 1953. Njegova palača Herrenhausen v Hannovru je bila med drugo svetovno vojno popolnoma uničena. Njegov najstarejši sin, princ Ernest Augustus, je leta 1961 prodal svojo preostalo lastnino v vrtovih Herrenhausen, vendar je obdržal bližnjo Knežjo hišo, majhno palačo, ki jo je leta 1720 zgradil Jurij I. za svojo hčer Anno Louise. Zdaj je zasebni dom njegovega vnuka Ernesta Augustusa, skupaj z gradom Marienburg.

### Terjatve
- Grb hanovrskih kraljev Združenega kraljestva (1816–1837)
- Grb kraljevine Hanover 1837
- Zastava rodbine Hanover

Kasnejši voditelji rodbine Hanover so bili:
- Jurij V. (1866–1878)
- Ernest Augustus, prestolonaslednik Hanovra, 3. vojvoda Cumberlanda in Teviotdala (1878–1923)
- Ernest Augustus, vojvoda Braunschweig (1923–1953), sin prejšnjega
- Ernest Augustus, princ Hanovra (1953–1987)
- Ernest Augustus, princ Hanovra (1987–danes)
- Ernest Augustus, dedni princ Hanovra (naslednik)

Družina živi v Avstriji od leta 1866 in je tako poleg nemškega in britanskega prevzela tudi avstrijsko državljanstvo. Ker je poznejšega kralja Ernesta Augustusa njegov oče Jurij III. leta 1799 imenoval za vojvodo Cumberlandskega in Teviotdalskega ter grofa Armaghskega, so te britanske vrstnike podedovali njegovi potomci. Leta 1914 je kralj Jurij V. članom družine podelil še naziv princa Velike Britanije in Irske. Vendar so bili ti vrstniki in nazivi začasno odvzeti v skladu z Zakonom o odvzemu naslovov iz leta 1917. Vendar pa je naziv kraljevi princ Velike Britanije in Irske bil leta 1914 skupaj z nemškimi naslovi vpisan v družinske nemške potne liste. Po nemški revoluciji 1918–1919 so z odpravo plemiških privilegijev nazivi uradno postali del zadnjega ime. Nenavadno je torej, da je naziv britanskega princa še vedno del priimka družine v njihovih nemških potnih listih, medtem ko v njihovih britanskih dokumentih ni več omenjen.
29. avgusta 1931 je Ernest Augustus, vojvoda Braunschweig, kot vodja rodbine Hanover, zase in za svoje dinastične potomce razglasil formalno ponovno uporabo svojega nekdanjega britanskega knežjega naslova kot sekundarnega naslova pretvarjanja, ki je v slogu, »Kraljevi princ Velike Britanije in Irske«, še naprej trdi njegov vnuk, sedanji vodja rodbine, imenovan tudi Ernest Augustus. V skladu z Zakonom o odvzemu nazivov iz leta 1917 ima pravico vložiti peticijo za vrnitev suspendiranih britanskih vrstnikov svojih prednikov, vojvode Cumberlandskega in Teviotdalskega ter grofa Armaghovega, vendar tega ni storil. Njegov oče, drugi Ernest Augustus, pa je po drugi svetovni vojni uspešno zahteval britansko državljanstvo na podlagi doslej spregledane (in od takrat razveljavljene) določbe Zakona o naturalizaciji Sofije iz leta 1705. V skladu z odločitvijo, ki jo je sprejelo sodišče lordske zbornice, vsi družinski člani v Združenem kraljestvu nosijo priimek Welf in se v svojih dokumentih imenujejo kraljeve visokosti.

## Zapuščina
Številna mesta in province po Britanskem imperiju so bila poimenovana po vladajoči rodbini Hanover in njenih članih. Med njimi so ameriška zvezna država Georgia, ameriška mesta Hannover, Massachusetts; Hannover, New Hampshire; Hannover, Pensilvanija; Hanover Township, Jo Daviess County, Illinois, okrožja Hanover County, Virginia; Okrožje Caroline, Virginija; Okrožje Brunswick, Virginija; New Hanover County, Severna Karolina; Okrožje Brunswick, Severna Karolina; Okrožje King George v Virginiji, kraji z imenom Georgia v New Jerseyju (npr. New Brunswick, NJ), Vermontu, Arkansasu in Južni Dakoti, sedem mest v ZDA in Kanadi, poimenovanih po kraljici Charlotte. Poleg tega kanadska provinca New Brunswick in mesta Hanover, Ontario, Guelph; Ontario in Victoria, Britanska Kolumbija; v Južni Afriki mesto Hannover, Northern Cape, v Avstraliji država Victoria in mesto Adelaide, v Veliki Britaniji šest in v ZDA trinajst mest z imenom Brunswick. Poleg tega po eno v Avstraliji in Novi Zelandiji, po vsem svetu pa več kot petdeset mest z imenom Victoria. Obstajajo tudi številne ulice in trgi, kot so Hanover Square, Westminster, Hanover Square (Manhattan), Hanover Square, Syracuse ali Queen Street, Brisbane s svojimi križišči, poimenovanimi po članih rodbine.
Jurijevska arhitektura razlikuje arhitekturne sloge, ki so veljali med letoma 1714 in 1830 v večini angleško govorečih držav.